# Erik Lindén
Erik Lindén (Malmö, Suecia, 8 de noviembre de 1911-22 de diciembre de 1992) fue un deportista sueco especialista en lucha libre olímpica donde llegó a ser medallista de bronce olímpico en Londres 1948.

## Carrera deportiva
En los Juegos Olímpicos de 1948 celebrados en Londres ganó la medalla de bronce en lucha libre olímpica estilo peso medio, tras el estadounidense Glen Brand (oro) y el turco Adil Candemir (plata).